# يوجين زاكرياس
يوجين زاكرياس (بالألمانية: Eugen Sacharias)‏ (و. 1906 – 2002 م) هو مهندس معماري من ألمانيا، وإستونيا، ولد في برلين، توفي في أديلايد، عن عمر يناهز 96 عاماً.

## التعليم
تعلم في الجامعة التقنية التشيكية في براغ
.